# 鞏姿希
鞏姿希（英語：Krystl Kung Chi Hei，1993年4月5日—），香港女藝人，曾參與2018年度香港小姐競選，現為無綫電視藝員及娛樂新聞主持。

## 簡歷
鞏姿希16歲於英國生活，於倫敦帝國學院策略營銷學碩士畢業，2018年參選香港小姐，同年10月入讀兩個月的短期無綫電視藝員訓練班。精通粵語、國語、英文、日文、韓文，懂二胡。

## 演出作品

### 電視劇
| 首播       | 劇名              | 角色                                                                                       |
| 無綫電視   |                   |                                                                                            |
| 2021年至今 | 愛·回家之開心速遞 | Megan（第1204集）賴琵（第1642集）宋靈芝（第2243集） 美女Kitty（第2610集）Honey（第2612集） |
| 2022年     | 下流上車族        | 泳客（第1集）女狗主（第12集）                                                              |
| 2022年     | 美麗戰場          | Coco（第12集）                                                                             |
| 2023年     | 寵愛Pet Pet       | 夏映雪（第14集）                                                                           |
| 2025年     | 刑偵12            | 記者（第12集）                                                                             |

### 電視節目
| 首播           | 節目名             | 備註         |
| 無綫電視       |                    |              |
| 2018年至2024年 | 無綫娛樂新聞台     | 娛樂新聞主播 |
| 2018年         | 歡樂滿東華         | 演出         |
| 2019年         | 今日VIP            | 2月13號嘉賓  |
| 2019年         | Do姐有問題（Sr.3） |              |
| 2019年         | 出走地圖（第二輯） |              |
| 2022年         | 煮·野食            | 第15集嘉賓   |
| 2023年         | 歡樂滿東華2023     |              |

## 曾獲獎項與提名
| 年份   | 獎項                                             | 結果 |
| ------ | ------------------------------------------------ | ---- |
| 2018年 | 2018年度香港小姐競選「最佳彩妝達人獎」           | 獲獎 |
| 2018年 | 2018年度香港小姐競選「現場觀眾至like才藝表演獎」 | 獲獎 |

## 外部
- 2018香港小姐競選 - 5號　鞏姿希 Krystl Kung - 佳麗檔案 - tvb.com
- 鞏姿希的Instagram帳戶

1. ↑  愛回家｜40吋長腿鞏姿希鬥葉蒨文　初登場做心機女：要成日扮純情
2. ↑  . 東方新地. 2023-12-15  [2023-12-15]. （原始内容存档于2023-12-19）.